# Askalis
Askalis war ein im frühen 1. Jahrhundert v. Chr. lebender Herrscher in der Region um Tingis (heute Tanger) im westlichen Mauretanien.
Aufgrund der spärlichen Quellenlage ist über das Leben des Askalis nur sehr wenig bekannt. Er war der Sohn des Iphtha und könnte ein Verwandter der mauretanischen Dynastie des Bocchus I. oder ein Usurpator gewesen sein. Erstere Möglichkeit wird in der jüngeren Forschung aber oft eher skeptisch gesehen.
Von den erhaltenen antiken Quellen wird Askalis nur von Plutarch als Verbündeter des römischen Diktators Sulla im Kampf gegen Quintus Sertorius erwähnt. Während einer Phase der Untätigkeit des Sertorius fielen die mit ihm verbündeten Piraten von ihm ab und gingen nach Nordafrika, um Askalis um 80 v. Chr. wieder als Herrscher der Tingis-Region (oder eventuell auch eines größeren Gebiets von Westmauretanien) einzusetzen. Sertorius folgte ihnen, sammelte Streitkräfte aus lokalen Gegnern des Askalis und schlug ihn in einer Schlacht. Zur Unterstützung des Askalis schickte Sulla den Feldherrn Vibius Paciaecus mit einer Armee, doch wurde Letzterer von Sertorius besiegt und getötet. Daraufhin gingen Paciaecus’ Soldaten zu Sertorius über, der die Stadt Tingis, in die Askalis geflohen war, in seine Gewalt brachte. Das weitere Schicksal des Askalis ist nicht bekannt.